# Roman (papa)
Roman je bio papa od kolovoza do studenog 897.
Rodio se u mjestašcu Gallese blizu grada Civita Castellana.
Bio je izabran da nasljedi ubijenog papa Stjepana VI, ali je ubrzo svrgnut. Točan datum njegove smrti nije poznat.